# Педурень (Нямц)
Педурень, Педурені (рум. Pădureni) — село у повіті Нямц в Румунії. Входить до складу комуни Киндешть.
Село розташоване на відстані 253 км на північ від Бухареста, 29 км на південний схід від П'ятра-Нямца, 93 км на південний захід від Ясс, 136 км на північний схід від Брашова.

## Населення
За даними перепису населення 2002 року у селі проживали 252 особи, усі — румуни. Усі жителі села рідною мовою назвали румунську.